# Hé, kom aan
Hé, kom aan is de debuutsingle van Dimitri van Toren. Zijn stem was echter eerder te horen op singles van The Headlines en The Lettersets. Hé, kom aan verscheen op diverse singles.

## Solo
De eerste single was afkomstig van zijn debuutalbum Hé, kom aan, deels geproduceerd door John Möring. Deze lp kwam uit in 1966, de single verscheen (voor het eerst) in 1967.
Hé, kom aan en In overhemden waren liedjes geschreven voor de toen opkomende jeugd met nieuw elan. Imperial omschreef de liedjes als een mengeling van Griekse volksmuziek en Brabantse carnavalsmuziek. Ook liet men de term luisterliedje vallen.  Vlak voor deze single had Van Toren een songfestival in Oisterwijk gewonnen. Hij was destijds nog etaleur en dit was de herstart van zijn zangersloopbaan. Nederland was nog niet klaar voor Van Toren, want Hé, kom aan werd pas in 1973 een hit, maar dan wel een stevige hit; het lied haalde toen de top 10. Het is onbekend of Dimitri van Toren het opnieuw had opgenomen voor deze singlerelease. Het nummer verscheen dat jaar op zijn verzamelalbum Een portret van Dimitri van Toren, en op zijn livealbum In de Teerstoof, opgenomen in het Schiedamse theater De Teerstoof.

### Hitnotering 1973

#### Nederlandse Top 40
| Positie: | 33 | 28 | 18 | 13 | 8 | 5 | 5 | 7 | 7 | 9 | 16 | 24 | 35 | uit |

#### NederlandseDaverende 30
| Positie: | 23 | 14 | 6 | 6 | 8 | 10 | 11 | 12 | 19 | 28 | uit |

#### NPO Radio 2 Top 2000
| Nummer met noteringen in de NPO Radio 2 Top 2000 | '99  | '00  | '01  | '02  | '03  | '04  | '05  | '06  | '07  | '08  |
| ------------------------------------------------ | ---- | ---- | ---- | ---- | ---- | ---- | ---- | ---- | ---- | ---- |
| Hé, kom aan                                      | 1397 | 1435 | 1237 | 1585 | 1687 | 1396 | 1500 | 1721 | 1695 | 1601 |

1. ↑  Een vetgedrukt getal geeft de hoogste notering aan.
2. ↑  Deze tabel is bijgewerkt tot en met de laatste editie (2024).

## Dimitri van Toren en Flairck
In 1989 kwam het lied weer op single uit, nu in een versie met de Nederlandse muziekgroep Flairck; een eenmalige samenwerking. Het was de enige single van/met Flairck, die de Nederlandse hitparades zou bereiken. Het nummer was opgenomen voor het album Als de hemel de aarde raakt, dat echter uitkwam onder de titel Als de maan de aarde kust. Markant is hier de panfluit uit Flairck.

### Hitnotering 1989

#### Nederlandse Top 40
| Positie: | 30 | 26 | 28 | 31 | 39 | uit |

#### NederlandseSingle Top 100
| Positie: | 83 | 60 | 47 | 31 | 27 | 27 | 35 | 46 | 68 | 84 | uit |